# Википедија на данском језику
Википедија на данском језику (дан. Dansk Wikipedia) је верзија Википедије на данском језику, слободне енциклопедије, која данас има 308.645 чланака и заузима на листи Википедија 23. место.